# Силвен-Шорс (Флорида)
Силвен-Шорс (англ. Sylvan Shores) — статистически обособленная местность, расположенная в округе Хайлендс (штат Флорида, США) с населением в 2424 человека по статистическим данным переписи 2000 года.

## География
По данным Бюро переписи населения США статистически обособленная местность Силвен-Шорс имеет общую площадь в 7,3 квадратных километров, из которых 5,78 кв. километров занимает земля и 1,5 кв. километров — вода. Площадь водных ресурсов округа составляет 20,55 % от всей его площади.

## Демография
По данным переписи населения 2000 года в Силвен-Шорс проживало 2424 человека, 795 семей, насчитывалось 1166 домашних хозяйств и 1487 жилых домов. Средняя плотность населения составляла около человека на один квадратный километр. Расовый состав населённого пункта распределился следующим образом: 96,08 % белых, 1,57 % — чёрных или афроамериканцев, 0,08 % — коренных американцев, 0,25 % — азиатов, 0,37 % — представителей смешанных рас, 1,65 % — других народностей. Испаноговорящие составили 5,61 % от всех жителей статистически обособленной местности.
Из 1166 домашних хозяйств в 13,9 % воспитывали детей в возрасте до 18 лет, 60,5 % представляли собой совместно проживающие супружеские пары, в 5,9 % семей женщины проживали без мужей, 31,8 % не имели семей. 27,8 % от общего числа семей на момент переписи жили самостоятельно, при этом 22,0 % составили одинокие пожилые люди в возрасте 65 лет и старше. Средний размер домашнего хозяйства составил 2,08 человек, а средний размер семьи — 2,49 человек.
Население статистически обособленной местности по возрастному диапазону по данным переписи 2000 года распределилось следующим образом: 14,1 % — жители младше 18 лет, 3,1 % — между 18 и 24 годами, 13,9 % — от 25 до 44 лет, 23,1 % — от 45 до 64 лет и 45,9 % — в возрасте 65 лет и старше. Средний возраст жителей составил 63 года. На каждые 100 женщин в Силвен-Шорс приходилось 87,6 мужчин, при этом на каждые сто женщин 18 лет и старше приходилось 82,8 мужчин также старше 18 лет.
Средний доход на одно домашнее хозяйство статистически обособленной местности составил 30 256 долларов США, а средний доход на одну семью — 33 696 долларов. При этом мужчины имели средний доход в 30 948 долларов США в год против 23 125 долларов среднегодового дохода у женщин. Доход на душу населения статистически обособленной местности составил 30 256 долларов в год. 8,0 % от всего числа семей в населённом пункте и 11,2 % от всей численности населения находилось на момент переписи населения за чертой бедности, при этом 20,7 % из них были моложе 18 лет и 8,1 % — в возрасте 65 лет и старше.